# Cécile Odin
Cécile Odin (Blaia, 4 d'octubre de 1965) fou una ciclista francesa, guanyadora de tres medalles, una d'elles d'or, als Campionats del món en contrarellotge per equips.
Va participar en dues edicions dels Jocs Olímpics.
Posteriorment es dedica al duatló on fou campiona de França el 1995.

## Palmarès en ruta
- 1987
  - 1a al Tour de Finisterre i vencedora d'una etapa
  - Vencedora d'una etapa al Tour de la Drôme
  - Vencedora d'una etapa a la Volta a Colòmbia
- 1988
  - Vencedora d'una etapa a la Volta a Colòmbia
  - Vencedora de 2 etapes al Tour de Texas
  - Vencedora d'una etapa al Tour de França
- 1989
  - 1a al Tour de l'Aude
  - Vencedora d'una etapa al Tour de la Drôme
- 1990
  - Vencedora d'una etapa al Tour de la Drôme
  - Vencedora d'una etapa al Giro d'Itàlia
- 1991
  -  Campiona del món en contrarellotge per equips (amb Marion Clignet, Nathalie Gendron i Catherine Marsal)
- 1992
  - Vencedora de 2 etapes al Tour ciclista femení
- 1994
  - Vencedora d'una etapa al Tour ciclista femení